# 泰尔内 (卢布内区)

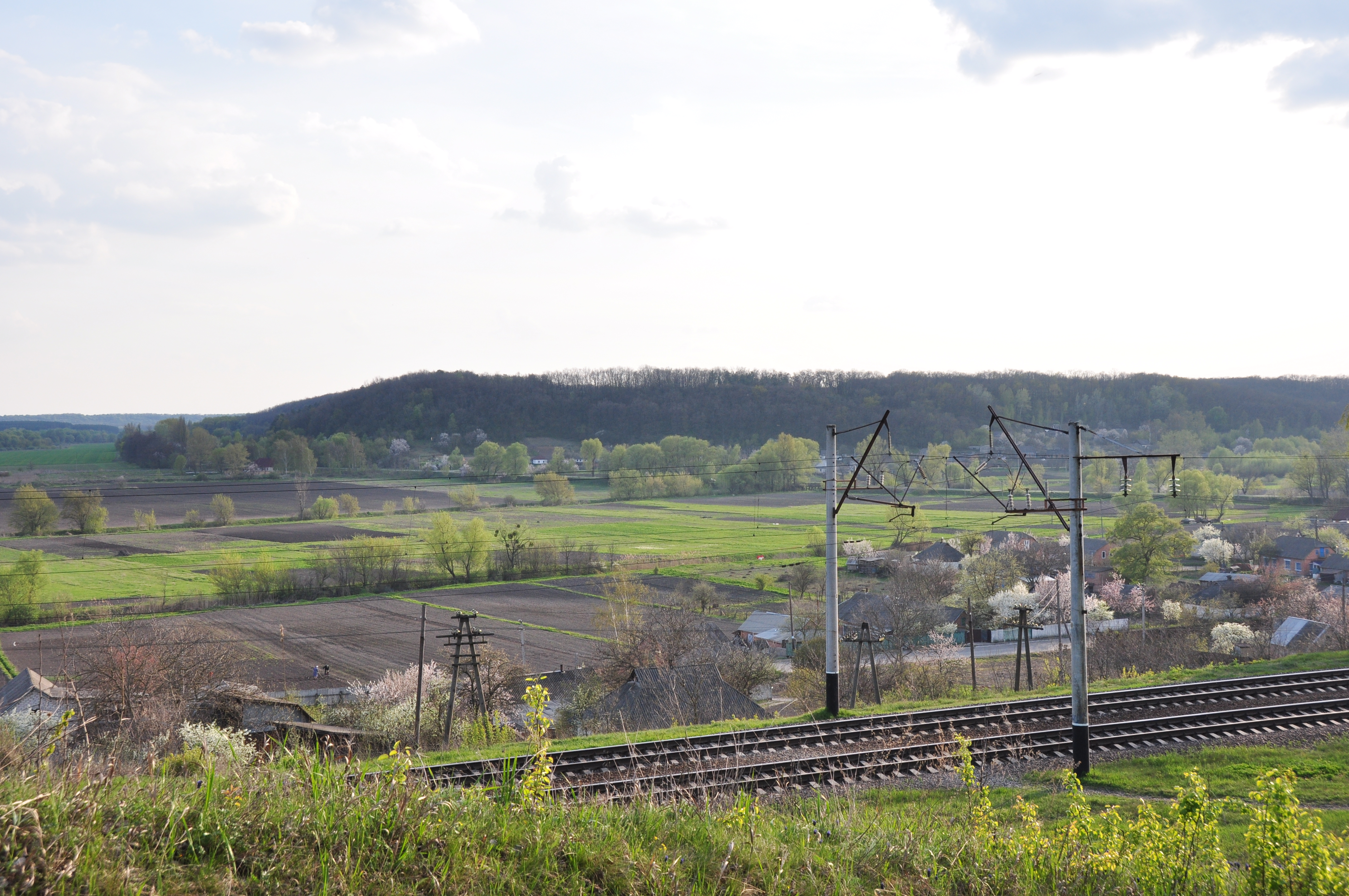
风景

泰尔内，是烏克蘭中部波爾塔瓦州盧布尼區卢布内市镇内的村落。處於蘇拉河右岸，距離維亞濟沃克2公里，海拔高度100米，2001年人口471。